# أريزوناصور
أريزوناصور (بالإنجليزية: Arizonasaurus)‏ كان أركوصورًا من العصر الترياسي الأوسط (قبل 243 مليون سنة). تم العثور على أريزوناصور في تشكيل «مونكوبي» الأوسط الترياسي في شمال ولاية أريزونا. تم العثور على هيكل عظمي كامل إلى حد ما في عام 2002 من قبل نيسبيت. يحتوي على شراع كبير يتكون من أشواك عصبية مستطيلة للفقرات. تم تسمية النوع أريزوناصوربابيتي، بواسطة Samuel Paul Welles في عام 1947.